# Phulbari
Phulbari är ett underdistrikt i Bangladesh. Det ligger i den nordvästra delen av landet, 250 km nordväst om huvudstaden Dhaka.
Trakten runt Phulbari består till största delen av jordbruksmark. Runt Phulbari är det tätbefolkat, med 636 invånare per kvadratkilometer.